# 520
520 (DXX) fue un año bisiesto comenzado en miércoles del calendario juliano, en vigor en aquella fecha.
En el Imperio romano, el año fue nombrado como el del consulado de Rusticio y Vitaliano , o menos comúnmente, como el 1273 Ab urbe condita, adquiriendo su denominación como 520 al establecerse el anno Domini por el 525.

## Acontecimientos
- El monje indio Bodhidharma fundó en China la escuela budista zen, que integra elementos del taoísmo y el budismo, otorgando gran importancia a la meditación.[1]

### Arte y literatura
- Construcción de Mausoleo de Teodorico en Rávena.[2]

## Nacimientos
- Cariberto I, hijo de Clotario I.